# École du Louvre
L'École du Louvre è una scuola superiore di storia dell'arte a Parigi, ospitata nel palazzo del Louvre dove si trova anche l'omonimo museo, al quale la scuola è intimamente legata. Fondata nel 1882 per formare i massimi rappresentanti delle istituzioni museali e patrimoniali di Francia, la scuola conserva lo statuto di Grand établissement. L'entrata nella scuola è perciò subordinata al superamento di un esame preliminare.
La scuola è un ente indipendente affiliato al ministero della cultura di Francia ed ha un'ottima reputazione per i metodi d'insegnamento che privilegiano il contatto diretto con le opere (attraverso, per esempio, lezioni nei musei) e per avere formato la maggior parte dei curatori e direttori dei musei di Francia.
La scuola offre programmi di laurea, master e dottorato, dedicati alla ricerca ma anche all'inserimento professionale nel mondo dell'arte. È aperta a studenti stranieri e ha sviluppato una rete di scambi e partnership con prestigiose istituzioni straniere dedite alla storia dell'arte.

## Natura dell'insegnamento

### Laurea
La laurea triennale prevede un programma denso di studi, destinato a fornire allo studente un panorama globale della storia dell'arte mondiale dalla Preistoria al Novecento. Il percorso di laurea favorisce un approccio universalista della storia dell'arte che non privilegi unicamente la cultura occidentale. Il percorso, rigorosamente cronologico, è distribuito sui tre anni della laurea.
Il primo anno lo studente studia l'arte delle civiltà antiche, non solo europee: vi sono corsi di archeologia orientale, indiana, egizia, greca, romana ed etrusca, preistorica e gallica e di archeologia cinese e giapponese. Il secondo anno si concentra sulla storia dell'arte dalla fine dell'Antichità (VI secolo) all'inizio dell'epoca moderna (XVI secolo): i corsi riguardano l'arte islamica, l'arte precolombiana, l'arte indiana, l'arte cinese e giapponese, l'arte bizantina, l'arte medievale occidentale e l'arte rinascimentale. Il terzo anno si concentra sull'epoca moderna, dal Seicento ad oggi. I corsi sono: arte del Seicento, arte del Settecento, arte dell'Ottocento, arte del Novecento, arte africana e oceanica e arti popolari.
In aggiunta a questi corsi di Storia generale dell'arte (Histoire générale de l'art), ogni anno lo studente segue corsi di "tecniche delle arti" destinati alla comprensione delle varie tecniche artistiche utilizzate a seconda delle materie e dei materiali, delle epoche e delle civiltà. Infine, la laurea prevede anche corsi di storia delle collezioni e dei musei.

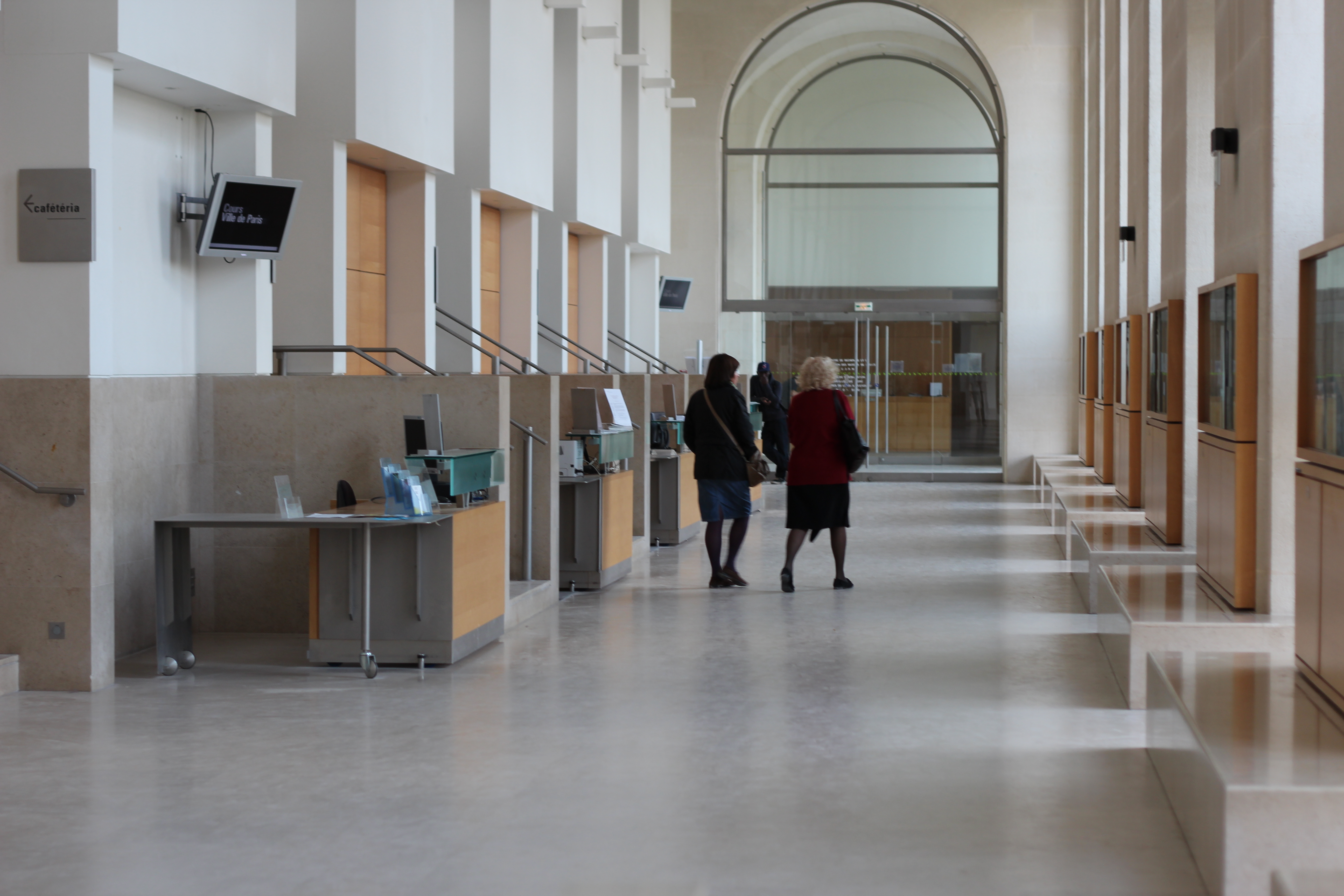
Hall della scuola nel palazzo del Louvre

In più dei corsi in aula, l'insegnamento prevede lezioni direttamente nelle sale dei principali musei e monumenti parigini (Louvre, Guimet, Cluny, Orsay, Carnavalet, palazzo di Versailles, centre Pompidou etc.) a contatto con le opere. La tessera della scuola permette un accesso illimitato e gratuito a tutti i musei francesi ma anche alle grandi esposizioni parigine. I professori si aspettano, da parte degli studenti, una frequentazione assidua delle ricche collezioni pubbliche parigine e delle mostre (non è raro che i temi degli esami s'ispirino ad aspetti messi in rilievo da recenti esposizioni).
Oltre ai corsi obbligatori di storia generale dell'arte, di tecnica e di storia delle collezioni, lo studente deve scegliere una o più tra le 32 "specialità" che propone la scuola: la specialità consiste in un blocco di tre corsi di approfondimento di una tematica particolare, affidati a professori esterni, specialisti riconosciuti nel loro campo, spesso curatori in carica, archeologi o universitari, sia francesi sia stranieri. Esistono specialità come "Archeologia della Gallia", "Archeologia del mondo etrusco e italico", "Archeologia del mondo greco", "Arte dell'Islam", "Arte africana", "Arte oceanica", "Storia dell'architettura occidentale", "Storia del disegno", "Storia della moda", "Patrimonio e archeologia militare", "Storia dell'arte dell'Ottocento", "Storia del cinema", "Storia della fotografia", "Arte contemporanea" etc. La grande varietà di specialità proposte fa sì che l'École du Louvre sia una delle sole istituzioni, in certi campi, a fornire un insegnamento valido al livello della laurea.
L'anno accademico non viene diviso in semestri come all'università e gli esami finali, tra aprile e giugno, condizionano l'accesso all'anno successivo.

## Master
Al livello del master, lo studente al Louvre può dedicarsi alla ricerca o a una formazione professionalizzante che permette di accedere alle varie professioni del mondo della cultura. I due anni del master sono indipendenti: il primo è generale e attesta un diploma specifico dell'École du Louvre, mentre è al secondo anno che lo studente sceglie tra ricerca o percorso professionale e ottiene il diploma di livello master.
Il primo anno di master all'École du Louvre attesta un diploma intitolato "Diploma di museologia dell'École du Louvre". L'anno è diviso in due semestri. Il primo semestre si concentra, come indicato dal titolo del diploma, sulle pratiche di museologia, di conservazione e restauro delle opere d'arte, di gestione museale e patrimoniale, e di mediazione culturale (gestione dei pubblici), oltre a corsi di storia dell'arte, di storia della disciplina (a scelta tra: storia dell'arte, archeologie e etnologia) e di storia del patrimonio culturale.
Durante il secondo semestre lo studente deve redigere una tesi di una sessantina di pagine incentrata, a scelta, sulla storia dell'arte, sulla museologia o sulla legislazione dei beni culturali mentre le lezioni si incentrano sulle tecniche artistiche, la loro conservazione e il loro restauro (tecniche del disegno, della pittura, della foto, della scultura, dei monumenti architettonici, del tessile etc.) con conferenze e visite direttamente nei laboratori di restauro del Louvre e delle altre istituzioni museali parigine.
Il secondo anno di master propone due percorsi di studi:
- Percorso "ricerca", con due indirizzi:
  - storia dell'arte applicata alle collezioni;
  - museologia.
- Percorso "professionalizzante", con tre indirizzi:
  - mestieri del patrimonio culturale;
  - mediazione culturale;
  - mercato dell'arte.

Nel "percorso ricerca", in aggiunta ai seminari, lo studente deve produrre una tesi di centocinquanta pagine circa, mentre per il percorso professionalizzante la lunghezza della tesi è di cinquanta pagine circa.
Al termine dell'anno viene consegnato il "Diploma di secondo ciclo dell'École du Louvre". Questo diploma è riconosciuto a livello universitario in quanto master.
A livello del master esistono scambi internazionali (di sei mesi o un anno intero) con università quali l'università di Heidelberg in Germania, la scuola normale superiore di Pisa in Italia, l'università della Columbia a New York, l'università di Saint Andrews in Scozia, l'università di Leida nei Paesi Bassi.
In più, l'école du Louvre ha recentemente messo in pratica formazione comuni (che permettono di ottenere un doppio diploma in due anni) a livello master con due prestigiose istituzioni francesi di studi superiori : l'ESSEC, scuola di commercio, e Sciences Po, per il management degli affari culturali. Per queste formazioni gli alunni sono selezionati su dossier durante il terzo anno di triennale.

## Biblioteca
La scuola possiede una biblioteca ricca di 56 000 libri esclusivamente dedicati alla storia dell'arte e di una vasta fototeca che comprende 200 000 immagini digitali, 400 000 diapositive e 50 000 lastre fotografiche.